# Mariano Natalio Carrera
Mariano Natalio Carrera (født 22. juli 1980 i San Isidro, Buenos Aires) er en argentinsk bokser, som deltog i OL i 2000 i Sydney.
Carrera blev professionel bokser i 2001 og vandt han WBAtitlen i mellemvægt i 2006 ved at besejre Javier Castillejo. Kort tid efter sejren blev han testet positiv for at være på clenbuterol, blev fradømt titlen, og suspenderet.